# Gordius omensis
Gordius omensis är en djurart som tillhör fylumet tagelmaskar, och som beskrevs av Wu och Tang 1933. Gordius omensis ingår i släktet Gordius, och familjen Gordiidae. Inga underarter finns listade i Catalogue of Life.